# Ruta 175 (Costa Rica)
La Ruta 175, oficialmente Ruta Nacional Secundaria 175, es una ruta nacional de Costa Rica ubicada en la provincia de San José.

## Descripción
En la provincia de San José, la ruta atraviesa el cantón de San José (los distritos de Catedral, San Sebastián), el cantón de Desamparados (el distrito de Desamparados). 
Dicha ruta se encuentra inconclusa y en proyecto. Este proyecto vial se denomina "Radial a Desamparados" que sería una nueva ruta que conectaria a San José con Desamparados, empezando desde la esquina Suroeste de Plaza Viquez hasta las inmediaciones del barrio La Guaria en San Rafael Arriba de Desamparados conectando con la ruta nacional 209. Actualmente solo un segmento fue ejecutado entre el colegio Seminario a la altura del Barrio Naciones Unidas hasta el cruce con la ruta nacional 213 a la altura de San Jerónimo en Desamparados.